# Gwara maleszewsko-piryńska

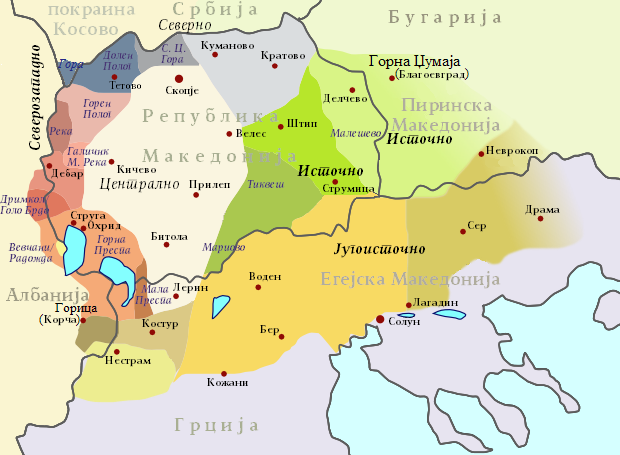
     Gwara maleszewsko-piryńska na mapie dialektów macedońskich
Gwara maleszewsko-piryńska (mac. малешевско-пирински говор) – gwara macedońska należąca do grupy wschodniomacedońskiej. Używany jest na części pogranicza macedońsko-bułgarskiego i w leżącej w Bułgarii Macedonii Piryńskiej.

## Cechy językowe
Do charakterystycznych cech fonetycznych gwary maleszewsko-piryńskiej należą:
- prasłowiańska nosówka *ǫ dała a, np. maka, raka[1], zaś *ę na ogół dało, bez przegłosu, e, np. méso – przegłoszone formy typu žắtva czy šáka są rzadkie[2],
- sonant *l̥ jest kontynuowany przez ă, np. săza, găta[1], zachowane jest też sonantyczne *r̥, np. drvo, prsti[1],
- w odmianie rzeczowników i czasowników dwa typy akcentu – stały morfologicznie oraz ruchomy[1],
- na południu szeroka wymowa *ě (jać), nawiązująca do gwar wschodniej Bułgarii i południowej Macedonii, np. djä́tje, rjákă < psł. *dětę, *rěka[2],
- na całym obszarze przegłos *cě > ca, np. cal, cana < psł. *cělъ, cěna[3],
- zachowany jest fonem χ[4],
- redukcje samogłosek, najczęściej spotyka się redukcję nieakcentowanego o do u, np. kugá, gulém, lésnu[2],
- grupa -vn- jest zachowana bez zmiany do -mn-, np. ravno[4],
- na miejscu psł. *ť i *ď jest št i žd, np. kašta, gašti, veždi, saždi; jedynie nieliczne wsie mają šč i žǯ (ždž), np. kašča, vežǯi[4][3],
- starą cechą jest też przegłos *o do e w rodzajniku dla rzeczowników rodzaju męskiego odmiany miękkiej, np. maš – maž-e, drvar – drvar-e[4],
- zachowanie miękkości č, š, ž, a także spółgłosek wygłosowych, np. kuón’[2], często też wzmocniona palatalizacja *-tь w słowach typu zeḱ, paḱ < *zętь, *pǫtь[4],
- palatalizacja k i g do ḱ i ǵ przed samogłoskami przednimi, np. raḱija oraz po spółgłoskach palatalnych, np. majḱa~maḱa[4],
- przejście s i š przed c i č do χ, np. moχče, gluχci, maχca, kruχče, puχče[5],
- grupa čr- zasadniczo rozwinęła się w c(ă)r-, np. cărf, crevó < psł. *čьrvь, *červo[3].

Dwie pierwsze cechy wiążą tę gwarę z pozostałymi gwarami wschodniomacedońskimi.
Charakterystyczne cechy morfologii gwary maleszewsko-piryńskiej to:
- imiesłów przysłówkowy współczesny na -jḱi, np. odejḱi, vikajḱi,
- imperfekt z końcówką 3. os. l. mn. -šea, np. odešea, vikašea, piješea wobec literackiego одеа, викаа, пиеја,
- końcówka -e w liczbie mnogiej rodzaju męskiego, np. ofčare, prijatele, običae, kone[6],
- użycie reduplikowanych przyimków typu vof, sos < *vъ(vъ), *sъ(sъ).